# Finalcad
Finalcad est une entreprise française spécialisée dans le domaine de l'optimisation et la numérisation du savoir faire technique des entreprises du bâtiment. 
Elle crée des applications flexibles pour gérer et optimiser les processus de construction afin de recueillir les données pertinentes.

## Histoire
La société Finalcad est créée fin 2007 avec son siège social à Gometz-la-Ville, dans le département de l'Essonne.
Elle détient une filiale à Singapour et une au Japon. Elle a levé 40 millions de dollars en 2018.

## Bourse
En septembre 2019, Finalcad intègre la liste Next40.